# Джерело № 2 (Доробратово)
Джерело № 2 — гідрологічна пам'ятка природи місцевого значення. Об'єкт розташований на території Іршавського району Закарпатської області, с. Доробратово, урочище «Підгат».
Площа — 0,5 га, статус отриманий у 1984 році.
Охороняється джерело мінеральної води та прилегла територія. Вода гідрокарбонатно-кальцієво-магнієва, загальна мінералізація - 0,5 г/л. Мікроелементи - мідь, кремнієва кислота. Придатна для лікування захворювань органів травлення.